# C'est pas moi, c'est l'autre
C'est pas moi, c'est l'autre è un film del 2004 diretto da Alain Zaloum.
La pellicola è il remake dell'omonimo film diretto da Jean Boyer nel 1962.

## Trama
Vincent Papineau è un ladro e truffatore. In uno dei suoi furti su commissione, ruba un quadro apparentemente senza valore. Dopo averlo rivenduto per pochi soldi, scopre che quel quadro apparteneva a un certo Carlo della mafia marsigliese e che il suo valore reale era di 250 000 dollari. Dietro al nome di Carlo, inoltre, si cela la vera identità di Carlotta Luciani, specializzata in vendetta|vendette.
Carlotta si mette alla ricerca del suo quadro, in società con un certo Marius, il suo uomo, un abile lanciatore di coltelli. Quando riescono ad arrivare a Vincent, quest'ultimo con uno stratagemma fugge, e riesce a nascondersi in una chiesa dove dopo essersi travestito riesce ad ingannare i suoi inseguitori. In quel momento però incrocia alcuni poliziotti; Vincent viene scambiato per un loro collega che tutti credevano in vacanza. Una serie di eventi lo porta quindi a vestire i panni dell'agente a lui somigliante.
Il lavoro che Vincent effettua nei panni di Claude, lo porta a una inaspettata constatazione: non fa bene vivere infrangendo la legge, tanto più che si trova ad avere come collega una donna, Lucie, che non lo lascia indifferente. Quel genere di vita cominciava a piacere a Vincent, se non che il vero poliziotto, Claude, rientra dalle ferie e Carlotta e Marius, che non avevano smesso di cercare Vincent, riescono a rintracciarlo, così Vincent riesce a sfuggire dalle grinfie di Carlotta e del suo uomo, che vengono arrestati, scopre di avere un fratello gemello, il poliziotto del quale ha rivestito i panni.

## Produzione
Prodotto in Canada dalla ScreenPeople Inc..

### Riprese
Il film è stato girato interamente in Canada a Montréal. Alcuni luoghi delle riprese:
1. La centrale di polizia è in via Pierre-de-Coubertin all'angolo con la via Pierre-Tétreault.
2. La casa di Claude è in via Aird 2251 e l'appartamento è il numero 104.
3. La casa di Vincent è in via Chambly 1629.
4. La casa di Carlotta è in via Leonard Marconi 8790.
5. L'ospedale è l'istituto universitario di geriatria di Montréal in via Chemin Queen-Mary 4565.
6. Il bar dove Vincent e Lucia bevono un drink è il Belmont in via St.Laurent Blvd 4483.
7. La chiesa è in via Centre tra Island e Laprarie.

## Distribuzione
, successivamente uscito in Francia a partire dal 4 ottobre 2006. È uscito in DVD in Francia nel gennaio 2006.
Il film ha partecipato a diversi festival
- Canada 24 dicembre 2004 - Québec Festival
- Francia 1º aprile 2005 - Paris Film Festival
- Francia 19 giugno 2005 - Agde Film Festival
- Ungheria 14 novembre 2006 - Prima tv